# Yorktown (Iowa)
Yorktown és una població dels Estats Units a l'estat d'Iowa. Segons el cens del 2000 tenia 82 habitants.

## Demografia
Segons el cens del 2000, Yorktown tenia 82 habitants, 36 habitatges, i 25 famílies. La densitat de població era de 113,1 habitants/km².
Dels 36 habitatges en un 30,6% hi vivien nens de menys de 18 anys, en un 58,3% hi vivien parelles casades, en un 8,3% dones solteres, i en un 27,8% no eren unitats familiars. En el 25% dels habitatges hi vivien persones soles el 19,4% de les quals corresponia a persones de 65 anys o més que vivien soles. El nombre mitjà de persones vivint en cada habitatge era de 2,28 i el nombre mitjà de persones que vivien en cada família era de 2,65.
Per edats la població es repartia de la següent manera: un 20,7% tenia menys de 18 anys, un 8,5% entre 18 i 24, un 30,5% entre 25 i 44, un 20,7% de 45 a 60 i un 19,5% 65 anys o més.
L'edat mediana era de 40 anys. Per cada 100 dones de 18 o més anys hi havia 97 homes.
La renda mediana per habitatge era de 30.417 $ i la renda mediana per família de 38.125 $. Els homes tenien una renda mediana de 29.583 $ mentre que les dones 27.188 $. La renda per capita de la població era de 13.248 $. Entorn del 17,6% de les famílies i el 23,2% de la població estaven per davall del llindar de pobresa.

## Poblacions més properes
El següent diagrama mostra les poblacions més properes.